# Akiko Sekiwa
Akiko Sekiwa (jap. 関和 章子, Sekiwa Akiko; * 6. April 1978 in Tokoro, Hokkaidō als Akiko Katō (加藤 章子, Katō Akiko)) ist eine japanische Curlerin.

## Werdegang
Ihr internationales Debüt hatte Sekiwa im Jahr 1994. Bei der Curling-Pazifikmeisterschaft in Christchurch gewann sie als Lead mit ihrer Mannschaft die Goldmedaille. Diesen Erfolg konnte sie 1996, 1997 als Third und 1998 als Skip wiederholen.
Sekiwa konnte sich fünfmal für die Juniorenweltmeisterschaft qualifizieren und gewann zweimal die Silbermedaille.
Bei den Olympischen Winterspielen 1998 in Nagano spielte Sekiwa erstmals um olympisches Metal. Die Mannschaft erreichte auf heimischen Boden den fünften Platz. Auch bei den Olympischen Winterspielen 2002 in Salt Lake City war Sekiwa Teil des japanischen Curling-Olympiateams. Diesmal belegte die Mannschaft den achten Platz.

## Erfolge
- Pazifikmeisterin 1994, 1996, 1997, 1998
- 2. Platz Pazifikmeisterschaft 2001
- 2. Platz Juniorenweltmeisterschaft 1998, 1999